# Great Parndon
Great Parndon – dzielnica miasta Harlow, w Anglii, w hrabstwie Essex, w dystrykcie Harlow. Leży 28 km na zachód od miasta Chelmsford i 32 km na północny wschód od centrum Londynu. W 2011 osada liczyła 6543 mieszkańców.